# Lombo-Bouenguidi
Lombo-Bouenguidi é um departamento da província de Ogooué-Lolo, no Gabão.